# Kraví hora (okres Břeclav)
Kraví hora (někdy nazývaná Kravihorská rozhledna) je rozhledna nacházející se severně od obce Bořetice v okrese Břeclav.
O rozhledně v těchto místech se uvažovalo již v roce 2004, avšak skutečně zde byla postavena o dva roky později, poté co obec Bořetice zvítězila v soutěži Vesnice roku 2005. Její slavnostní otevření proběhlo 11. června 2006. Výška věže dosahuje 15 metrů, na její nejvyšší vyhlídkovou plošinu, která se nachází ve výšce 12 metrů, vede 65 schodů. Ze zastřešeného ochozu rozhledny se otevírají pohledy na Novomlýnské nádrže, Pavlovské vrchy, na mírně zvlněné hřebeny Kyjovské pahorkatiny či roviny Dolnomoravského úvalu. Rozhledna je nejsnáze dostupná z obce Bořetice (značeno směrovými tabulkami) po úzké asfaltové silničce vinoucí se mezi vinicemi s možným dojezdem osobním automobilem. Hned vedle rozhledny stojí kaplička Boží muky, vyzdobená typickými slováckými motivy, jež stojí v malebné zahrádce obehnané dřevěným plůtkem. Vstupné je zdarma.
Aktuální stav rozhledny (červen 2025) je ze stavebního a statického hlediska nebezpečný a nadále neumožňuje bezpečné využívání. Z tohoto důvodu je vstup na rozhlednu uzavřen. Pracuje se na novém projektu a vzhledu nové rozhledny. Dle vyjádření infocentra a recepce Hotelu Kraví Hora je rozhledna nadále nepřístupná (červen 2025), nová stavba může být v řádu i let.

## Fotogalerie

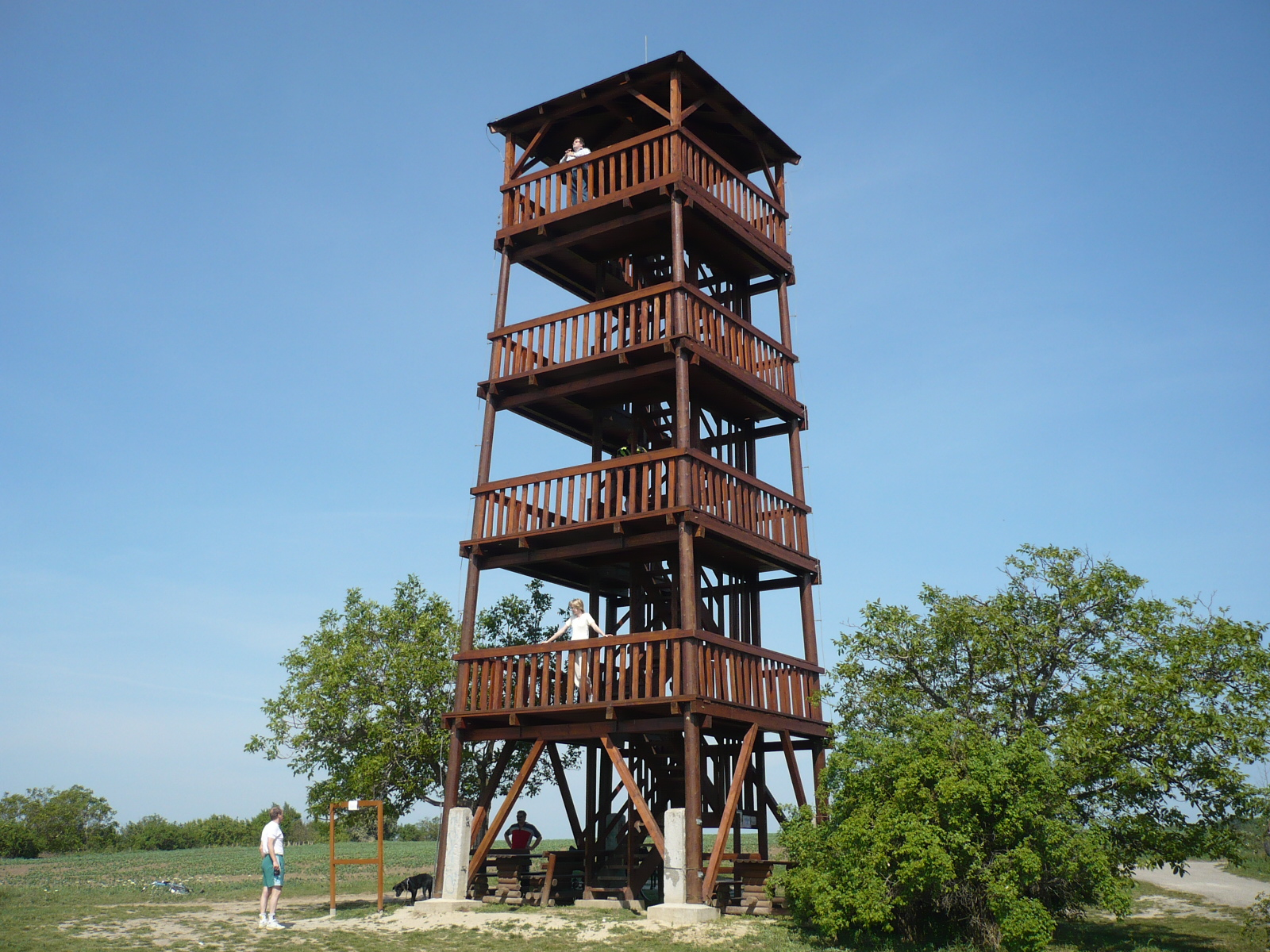
Celkový pohled na rozhlednu
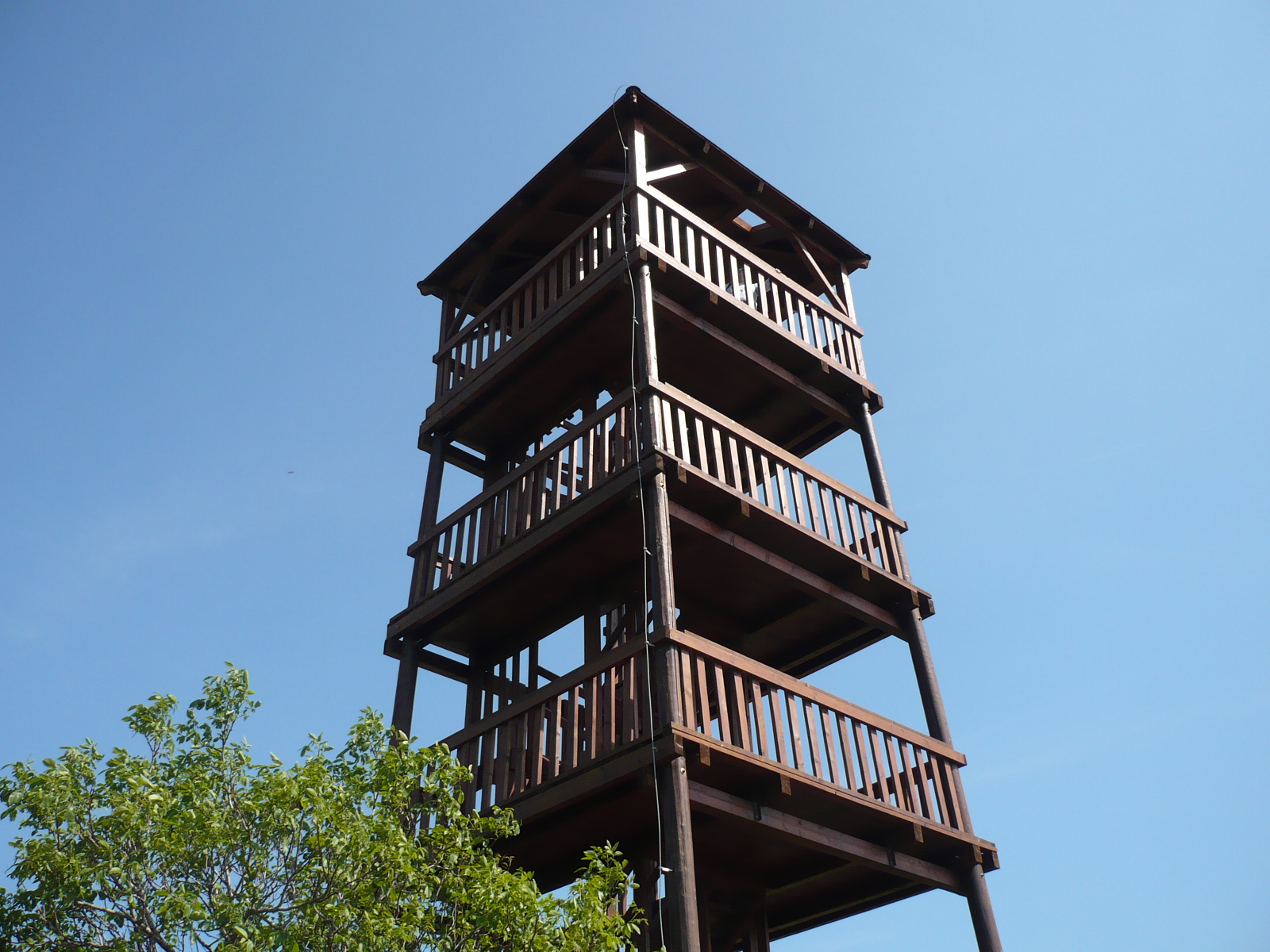
Pohled od paty rozhledny
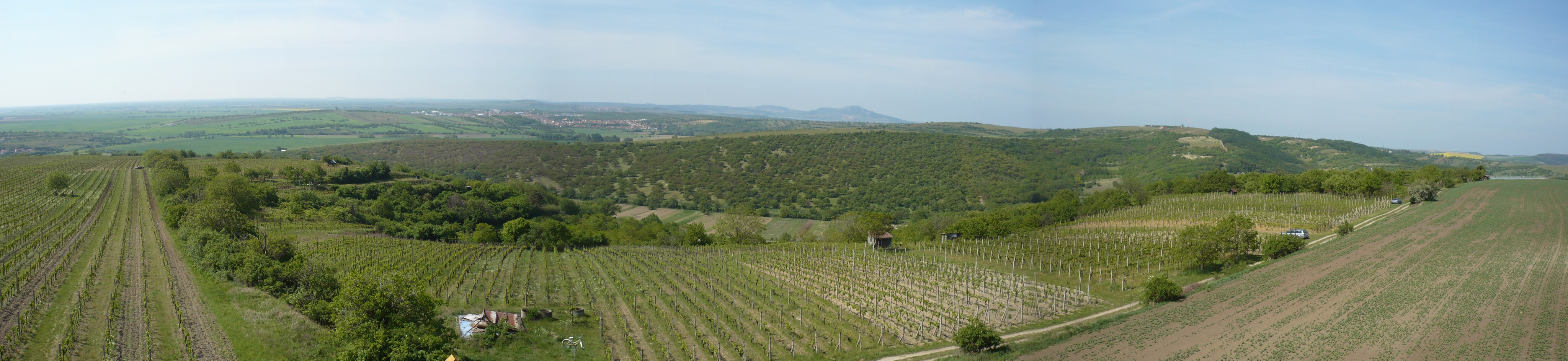
Výhled z rozhledny